# Vartiania senganensis
Vartiania senganensis is een vlinder uit de familie van de Houtboorders (Cossidae). De wetenschappelijke naam van de soort is voor het eerst gepubliceerd in 1949 door Franz Daniel.
De soort komt voor in Iran (Beloetsjistan) en Afghanistan.